# Zora Yonara
Creusa Gramacho Carosella, conocida como Zora Yonara (Vitória; 1929-Río de Janeiro; 11 de diciembre de 2020), fue una locutora de radio, actriz de radio y astróloga brasileña.

## Vida
Comenzó su carrera en la radio desde muy joven en el estado de Espirito Santo, produciendo programas y además participando de radionovelas como Minha Vida é Assim. Después de cursar astrología comenzó a presentarse en la radio como astróloga y el éxito le llegó cuando comenzó a trabajar en la Rede Globo, en el programa TV Mulher en 1982.
En los años 2000 se hizo muy popular en el Brasil por protagonizar la publicidad del producto "Castanha da Índia Atalaia".
Últimamente conducía un programa diario en Rádio Globo.
Falleció el 11 de diciembre de 2020 luego de haber estado internada durante diez días en el Hospital Copa D'Or de Río de Janeiro, víctima una neumonía. Tenía noventa y un años.